# Shogo Kamo
Shogo Kamo (加茂 正五, Kamo Shogo, Shizuoka, 12 december 1915 – Tokio, 14 september 1977) was een Japans voetballer die als aanvaller speelde.

## Carrière
Kamo speelde voor Waseda-universiteit. Kamo veroverde er in 1938 de Beker van de keizer.

## Japans voetbalelftal
Shogo Kamo maakte op 4 augustus 1936 zijn debuut in het Japans voetbalelftal tijdens een Olympische Zomerspelen 1936 tegen Zweden. Shogo Kamo debuteerde in 1936 in het Japans nationaal elftal en speelde 2 interlands.

## Statistieken
| Japans voetbalelftal | Japans voetbalelftal | Japans voetbalelftal |
| Jaar                 | Wed.                 | Dlp.                 |
| -------------------- | -------------------- | -------------------- |
| 1936                 | 2                    | 0                    |
| Totaal               | 2                    | 0                    |